# Masdevallia nivea
Masdevallia nivea är en orkidéart som först beskrevs av Carlyle August Luer och Rodrigo Escobar, och fick sitt nu gällande namn av Carlyle August Luer och Rodrigo Escobar. Masdevallia nivea ingår i släktet Masdevallia och familjen orkidéer. Inga underarter finns listade i Catalogue of Life.